# Blue Cheer
Blue Cheer est un groupe américain de rock, originaire de San Francisco, en Californie. Il évoluait à la fin des années 1960 et au début des années 1970, et est considéré comme un des pionniers du heavy metal et du hard rock. La composition du groupe varie au gré des séparations et reformations.

## Historique
Le groupe tire son nom d'une variété de LSD. Ses membres originaux étaient le chanteur/bassiste Dickie Peterson, le guitariste Leigh Stephens et le batteur Paul Whaley. Leur premier tube était une reprise de Summertime Blues d'Eddie Cochran parue en 1968 sur leur album Vincebus Eruptum. Le genre du groupe était difficile à définir, mais était construit sur une base de blues, de rock psychédélique et de volume sonore élevé. Il est parfois décrit comme un des premiers groupes du genre stoner rock.
Le groupe est managé par un membre inactif des Hells Angels nommé Allen « Gut » Terk. Bien qu'il ait été dit que Blue Cheer aurait décidé d'adopter la posture d'un power trio après avoir vu Jimi Hendrix au Monterey Pop Festival, il s'agit simplement d'une conjecture : en fait, il a été demandé à Hamanaka et Whiting de quitter le groupe, et Jerre Peterson ne voulant pas jouer sans eux, il est également parti, laissant Dickie, Leigh et Paul en trio.
Leur single Summertime Blues s'accompagne du morceau original Out Of Focus. Le groupe effectue quelques changements de formation avant l'enregistrement de l'album Outsideinside après le départ de Leigh Stephens — à la suite de divergences musicales ou d'une surdité, selon les sources. Il est remplacé par Randy Holden, ex-The Other Half. 
Dickie Peterson est mort le 12 octobre 2009 d'un cancer de la prostate.

## Discographie

### Albums studio
- 1968 : Vincebus Eruptum
- 1968 : Outsideinside (en)
- 1969 : New! Improved! (en)
- 1969 : Blue Cheer (en)
- 1970 : The Original Human Being (en)
- 1971 : Oh! Pleasant Hope (en)
- 1984 : The Beast Is Back (en)
- 1990 : Highlights and Lowlives (en)
- 1991 : Dining With the Sharks (en)
- 2007 : What Doesn't Kill You... (en)

### Concerts
- 1989 : Blitzkrieg Over Nuremberg (en)
- 1996 : Live & Unreleased, Vol. 1: '68/'74
- 1998 : Live & Unreleased, Vol. 2: Live at San Jose Civic Centre, 1968 & More
- 1999 : Hello Tokyo, Bye Bye Osaka – Live in Japan 1999
- 2005 : Live Bootleg: London – Hamburg
- 2009 : Rocks Europe (CD/DVD)
- 2014 : Live at Anti WAA Festival 1989 (CD/DVD)
- 2017 : Party Hard at the Underground Cologne